# Atomic Clock Ensemble in Space
L'Atomic Clock Ensemble in Space (ACES) è un progetto guidato dall'Agenzia Spaziale Europea che riguarda un orologio atomico ultra-stabile posto sulla Stazione spaziale internazionale.
Il funzionamento in ambiente di microgravità della ISS fornisce una misura del tempo particolarmente stabile e precisa per diverse aree di ricerca, tra cui la relatività generale e le prove della teoria delle stringhe, metrologia del tempo e frequenza. L'orologio è programmato per raggiungere la stazione spaziale a bordo di una HTV, per poi essere montato esternamente al laboratorio Columbus dell'ESA. L'orologio è progettato per operare in orbita per 18-36 mesi.